# Мурашниця амазонійська
Мурашниця амазонійська (Hylopezus berlepschi) — вид горобцеподібних птахів родини Grallariidae.

## Поширення
Поширений у південно-західній Амазонії у центральній, східній та південно-східній частині Перу, південній бразильській Амазонії та північній частині Центральної Болівії. Населяє галерейні ліси та вологі узлісся до 700 м над рівнем моря.

## Опис
Його довжина становить 14,5 см. Оперення на тім'ї та верхньої частини коричневе, а нижня частина біла з темними смугами на грудях і боках, які стають жовтуватими ззаду.

## Підвиди
- Hylopezus berlepschi yessupi (Carriker, 1930).
- Hylopezus berlepschi berlepschi (Hellmayr, 1903).